# Danny Koevermans
Danny Koevermans (Schiedam, 1 de novembro de 1978) é um ex-futebolista holandês que atuava como atacante. Ele jogou pelo clube amador Excelsior '20 da cidade de Schiedam e pelos clubes profissionais Sparta Rotterdam, AZ, PSV, Toronto FC (Canadense) e finalmente pelo FC Utrecht.
Desde 2022, Koevermans joga no RKSV Merefeldia, time amador da terceira divisão, originário de Nederweert, Limburgo. A partir da temporada 2022/23, Danny Koevermans será o treinador/técnico do time.

## Juventude e Sparta Rotterdam
Danny Koevermans começou sua carreira no futebol com o time amador Excelsior'20. O jogador foi descoberto relativamente tarde pelo Sparta Rotterdam, no qual fora inicialmente escalado para o time reserva. Koevermans se destacou de imediato pela quantidade de gols marcados e foi portanto autorizado a estrear como titular pelo Sparta na Eredivisie durante a temporada 2000/01.
Assim, no jogo do Sparta contra o RBC Roosendaal, em 10 de setembro de 2000, Koevermans marcara um gol aos 39 minutos do segundo tempo, após entrar como substituição do zagueiro Richard Elzinga por alguns minutos. Seu então treinador, Dolf Roks, gostou do atacante de 21 anos e o deixou jogar por quatro partidas no time titular do Sparta em sua primeira temporada.
Na temporada seguinte, um novo treinador foi nomeado no Sparta Rotterdam, Frank Rijkaard. Koevermans também ganhou a confiança de Rijkaard;  ao jogar 23 vezes na temporada 2001/02, fazendo sete gols.[carece de fontes?] Apesar do esforço de jogador e do técnico, o Sparta foi rebaixado para a segunda divisão do futebol neerlandês, a Eerste Divisie, na qual Koevermans se destacou como atacante artilheiro.
Nessa divisão, novamente sob o comando de Dolf Roks, Koevermans foi titular e disputou todas as partidas da temporada 2002/03. Nas 34 partidas, o atacante fez 25 gols, o que não foi o para fazê-lo artilheiro da divisão. Sua segunda temporada na Eerste Divisie foi um pouco mais difícil, em parte devido a uma lesão, a qual fez com que Koevermans entrasse em campo apenas 20 vezes, embora tenha conseguido pontuar 15 vezes.
A temporada 2004/05 foi um verdadeiro ano de glória para o Sparta e Koevermans. Primeiro devido ao Sparta conseguir retornar a primeira divisão, a Eredivisie, e segundo porque Koevermans se tornou o artilheiro da mais divisão do futebol holandês. Nessa temporada, ele marcou 24 gols em 29 jogos. Além disso, três jogadores do time formaram os 3 primeiros colocados no ranking de artilheiros. Koevermans com 24 gols, Ricky van den Bergh com 22 gols e Riga Mustapha com 22 gols formaram um ataque 'letal' para o Sparta.
Essa seria a última temporada deo Koevermans pelo Sparta. Mas como ele mostra regularmente o seu compromisso com o clube de Roterdã, mesmo após a sua saída, "O Koef", como fora apelidado pela torcida, continua muito popular na torcida do Sparta. Por exemplo, o jogador do Sparta Olaf Lindenbergh foi assobiado pela sua própria torcida quando cometeu uma falta grave sobre Koevermans numa partida entre o Sparta e o PSV em 2007.

## Alkmaar Zaanstreek (AZ)
As conquistas de Koevermans na Eredivisie não passaram despercebidas pelos outros clubes da liga. Muitos disputaram pelo jogador, mas o ambicioso Alkmaar Zaanstreek emergiu triunfante ao contratar o atacante para a periodo de 2005/06 em diante. Porém, essa primeira temporada foi extremamente decepcionante para Koevermans, ele foi principalmente posto como suplente e muitas vezes tinha que se contentar com jogos como reserva. Mesmo assim, o joador conseguiu marcar nove gols pelo AZ.
A temporada 2006/2007 correu perfeitamente, ele esteve quase 1:1 na relação de gols:jogos e foi escalado para uma vaga na seleção holandesa de futebol, após as desistências de Klaas-Jan Huntelaar e Dirk Kuijt, entre outros. Assim, após o bom desempenho de Koevermans na Eredivisie e na Taça UEFA, foi convocado pelo treinador Marco van Basten em Março de 2007 para as eliminatórias do Campeonato da Europa frente à Roménia e à Eslovénia . Nessa última, Koevermans estreou na seleção holandesa. Ele disputou um total de quatro partidas internacionais.
O AZ disputou o campeonato até o última rodada. Todos nas regioes de Alkmaar e Zaanstad já sonhavam com o título. Porém, na última partida, ao perder para o time candidato ao rebaixamento, o Excelsior, o AZ não ganhou o título.

## PSV
Em 30 de agosto de 2007, Koevermans foi transferido do Alkmaar Zaanstreek para o PSV Eindhoven. Inicialmente, o Feyenoord e o Real Betis Balompié, de Sevilha, também se interessaram pelo atacante, mas não tiveram sucesso na sua compra. O AZ pediu 6,9 milhões de euros pelo jogador, mas não se tem conhecimento se o PSV acabou por pagar esse valor. Já que o próprio Koevermans expressou querer deixar o AZ.
No PSV, foi sucessor de Arouna Koné, que partiu para o time espanhol Sevilla FC. Koevermans estreou pelo PSV em 1 de Setembro de 2007, no jogo fora de casa contra o FC Twente, como reserva de Danko Lazović. Koevermans tinha contrato de quatro anos e jogou com a camisa 10, número divulgado com a saída de Koné.
Na temporada 2007/2008, Koevermans tornou-se o maior goleador do clube do PSV, ao marcar 14 gols. Ele disputou 29 partidas, mas nunca os 90 minutos completos de um único jogo. Koevermans marcou 14 gols em 1.340 minutos de futebol, atingindo uma média de um gol a cada 96 minutos. Seus gols foram uma contribuição importante para o campeonato, pois após duas tentativas fracassadas de escalar o campeonato (Sparta em 2005 e AZ em 2007), Koevermans conseguiu conquistar o título em 2008.

## Toronto FC
Em 29 de junho de 2011, Koevermans, assinou um contrato de dois anos e meio com o time canadense Toronto FC, comandado pelo treinador e diretor técnico Aron Winter. Em 15 de julho de 2012, Koevermans rompeu o ligamento cruzado em uma partida fora de casa contra o New England Revolution, o que significou que ele não poderia mais jogar pelos Reds pelo resto da temporada. Por isso, seu contrato foi rescindido após a temporada de 2013.

## FC Utrecht
Em 31 de janeiro de 2014 foi contratado pelo FC Utrecht até o final da temporada 2013/14. Mas em 20 de março de 2014, ele anunciou que deixaria de jogar futebol com efeito imediato. O motivo foram as lesões persistentes. Koevermans trabalhou então como treinador no FC Utrecht por mais de um ano. A partir da temporada 2014/2015, passou a atuar como assistente técnico no Sparta Rotterdam, que ele deixou em 2016, pelo fato de não chegarem a um acordo sobre uma prorrogação do seu contrato.

## Carreira
| Temporada | Time               | Campeonato     | Jogos | Gols |
| --------- | ------------------ | -------------- | ----- | ---- |
| 2000/01   | Sparta Rotterdam   | Eredivisie     | 4     | 0    |
| 2001/02   | Sparta Rotterdam   | Eredivisie     | 23    | 7    |
| 2002/03   | Sparta Rotterdam   | Eerste divisie | 34    | 25   |
| 2003/04   | Sparta Rotterdam   | Eerste divisie | 20    | 15   |
| 2004/05   | Sparta Rotterdam   | Eerste divisie | 29    | 24   |
| 2005/06   | Alkmaar Zaanstreek | Eredivisie     | 21    | 9    |
| 2006/07   | Alkmaar Zaanstreek | Eredivisie     | 31    | 22   |
| 2007/08   | PSV Eindhoven      | Eredivisie     | 29    | 14   |
| 2008/09   | PSV Eindhoven      | Eredivisie     | 26    | 8    |
| 2009/10   | PSV Eindhoven      | Eredivisie     | 22    | 11   |
| 2010/11   | PSV Eindhoven      | Eredivisie     | 14    | 1    |
| 2011      | Toronto FC         | MLS            | 10    | 8    |
| 2012      | Toronto FC         | MLS            | 16    | 9    |
| 2013      | Toronto FC         | MLS            | 4     | 0    |
| 2013/14   | FC Utrecht         | Eredivisie     | 3     | 0    |
|           |                    | Total          | 286   | 153  |

## Seleção holandesa
| Nº | Data     | Jogo                         | Resultado | Tipo de competição                 | Gols |
| -- | -------- | ---------------------------- | --------- | ---------------------------------- | ---- |
| 1. | 28/03/07 | Eslovênia - Países Baixos    | 0-1       | Qualificação do Campeonato Europeu | 0    |
| 2. | 13/10/07 | Países Baixos - Romênia      | 0-1       | Qualificação do Campeonato Europeu | 0    |
| 3. | 17/11/07 | Países Baixos - Luxemburgo   | 1-0       | Qualificação do Campeonato Europeu | 1    |
| 4. | 21/11/07 | Bielorrússia - Países Baixos | 2-1       | Qualificação do Campeonato Europeu | 0    |

## Lista de honras
PSV
- Campeonato Holandês (Eredivisie): 2007/08
- Escala Johan Cruijff: 2008

Toronto FC
- Campeonato Canadense: 2011, 2012